# کیت داونینگ
کیت داونینگ (انگلیسی: Keith Downing؛ زادهٔ ۲۳ ژوئیهٔ ۱۹۶۵) بازیکن فوتبال اهل بریتانیا است.
از باشگاه‌هایی که در آن بازی کرده‌است می‌توان به باشگاه فوتبال استوک سیتی، باشگاه فوتبال ولورهمپتون واندررز، باشگاه فوتبال بیرمنگام سیتی، باشگاه فوتبال نوتس کانتی، باشگاه فوتبال هرفورد یونایتد، و باشگاه فوتبال کاردیف سیتی اشاره کرد.